# Xfy
xfy（エクスファイ）テクノロジーとは、ジャストシステムが提唱するソフトウェア技術群である。

## 概要
XMLデータを統合的に扱うソフトウェアとして、2004年11月にジャストシステムが提唱した。
複数のXMLドキュメントが異なるボキャブラリを利用していてもシームレスに扱えること、プラグインを利用することで柔軟な拡張ができることを特徴としており、あらゆるXMLデータを1つのソフトウェアで扱うことを目標としている。
2007年現在、アメリカ合衆国のIBMとオラクルが、xfyテクノロジーについてジャストシステムと協力関係にある。

## 展開
xfy Basic Edition
統合XMLアプリケーション実行・開発環境。2005年6月にベータ版、同年10月に製品版をリリース。
xfy Enterprise Solution
法人向けソリューション製品。XMLアプリケーションの開発基盤環境とクライアント実行環境を提供する。2006年11月から、DB2 9（IBM）およびOracle Database 10g（オラクル）向けに展開している。
xfy Blog Editor
xfyの技術を用いたブログ作成・更新用クライアントソフト。WYSWYGでの編集が可能であった。2006年8月からトライアル版を配布し、2007年2月には正式版となるR3をリリースした。しかし、xfy事業の不振に伴い2010年1月に販売を終了した。

## ジャストシステムブログサービス (JUST BLOG)
ジャストシステムブログサービス (JUST BLOG) は xfy Blog Editor の普及のために2007年2月9日より開始されたブログサービスである。ジャストシステムの社員のブログもここに設置されていた。
しかしながら xfy Blog Editor 販売終了後の2010年3月31日、JUST BLOGはシックス・アパートへと移管され、順次TypePadの日本語版 (typepad.jp) へと統合された。